# Ankaratridium caecum
Ankaratridium caecum is een pissebed uit de familie Scleropactidae. De wetenschappelijke naam van de soort is voor het eerst geldig gepubliceerd in 1950 door Paulian de Felice.